# Грубер, Карл
Карл Грубер (нем. Karl Gruber; 3 мая 1909, Инсбрук — 1 февраля 1995, Инсбрук) — австрийский политик и дипломат. Во время Второй мировой войны он работал на немецкую фирму в Берлине. После войны, в 1945 году он был губернатором Тироля в течение короткого времени. Затем он стал министром иностранных дел Австрии до 1953 года.
Карл Грубер был послом Австрии в США с 1954 по 1957 год и с 1969 по 1972, послом в Испании с 1961 по 1966 год, послом в Федеративной Республики Германии в 1966 году, и в качестве посла в Швейцарии с 1972 по 1974 год.